# Jeníkov (Čechtice)
Jeníkov (Duits: Jenikau of Jenikau bei Flesching) is een Tsjechische plaats in de gemeente Čechtice, regio Midden-Bohemen, en maakt deel uit van het district Benešov. Het dorp ligt op 3 kilometer afstand van Čechtice.
Jeníkov telt 113 inwoners (2021).

## Geschiedenis
De eerste schriftelijke vermelding van het dorp dateert van 1369, toen een zekere Mikuláš, pastoor van de dorpskerk, stierf. De kanunnik van het kapittel op de Praagse burcht benoemde daarom de heer Dobroslav, destijds priester van Záhořany, tot nieuwe pastoor. De kerkelijke geschriften maken melding van de exacte dag dat de benoeming plaatsvond, namelijk 8 oktober.
In 1960 werd Jeníkov, samen met Čechtice, ingedeeld bij het district Benešov.

## Verkeer en vervoer

### Autowegen
Er leidt een regionale weg naar het dorp.

### Spoorlijnen
Er is geen station in Jeníkov. Het dichtstbijzijnde station is in Zdislavice, op zo'n negen kilometer afstand. Dat station ligt aan de spoorlijn van Benešov naar Vlašim.

### Buslijnen
Er is één bushalte in het dorp:
| Halte             | Lijn(en) | Traject(en)          | Vervoerder(s) |
| ----------------- | -------- | -------------------- | ------------- |
| Čechtice, Jeníkov | 849      | Čechtice - Načeradec | CŠAD Benešov  |

## Bezienswaardigheden
- Sint-Catharinakapel;
- Sint-Catharinakerk.

## Galerij

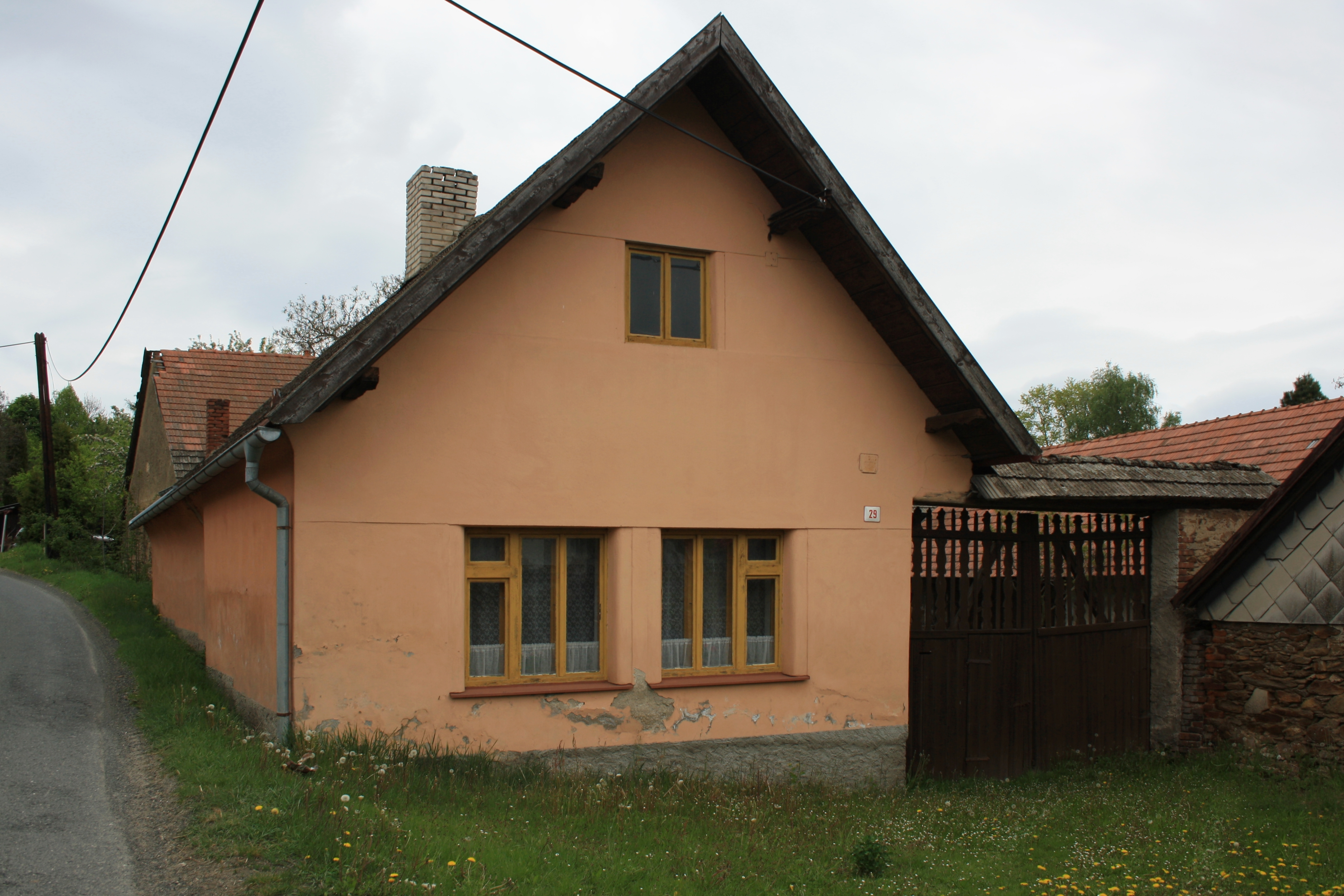
Huis in het dorp (2011)
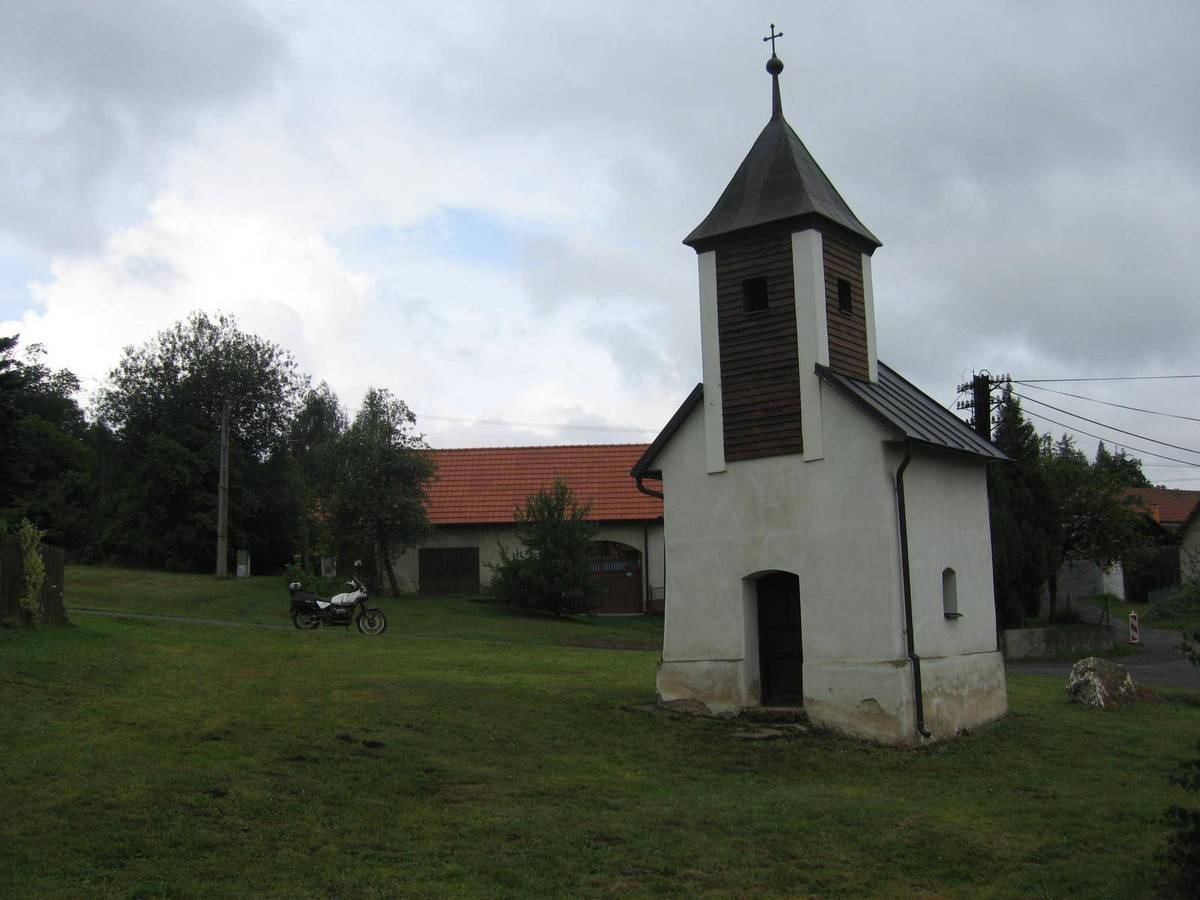
Sint-Catharinakapel (2021)
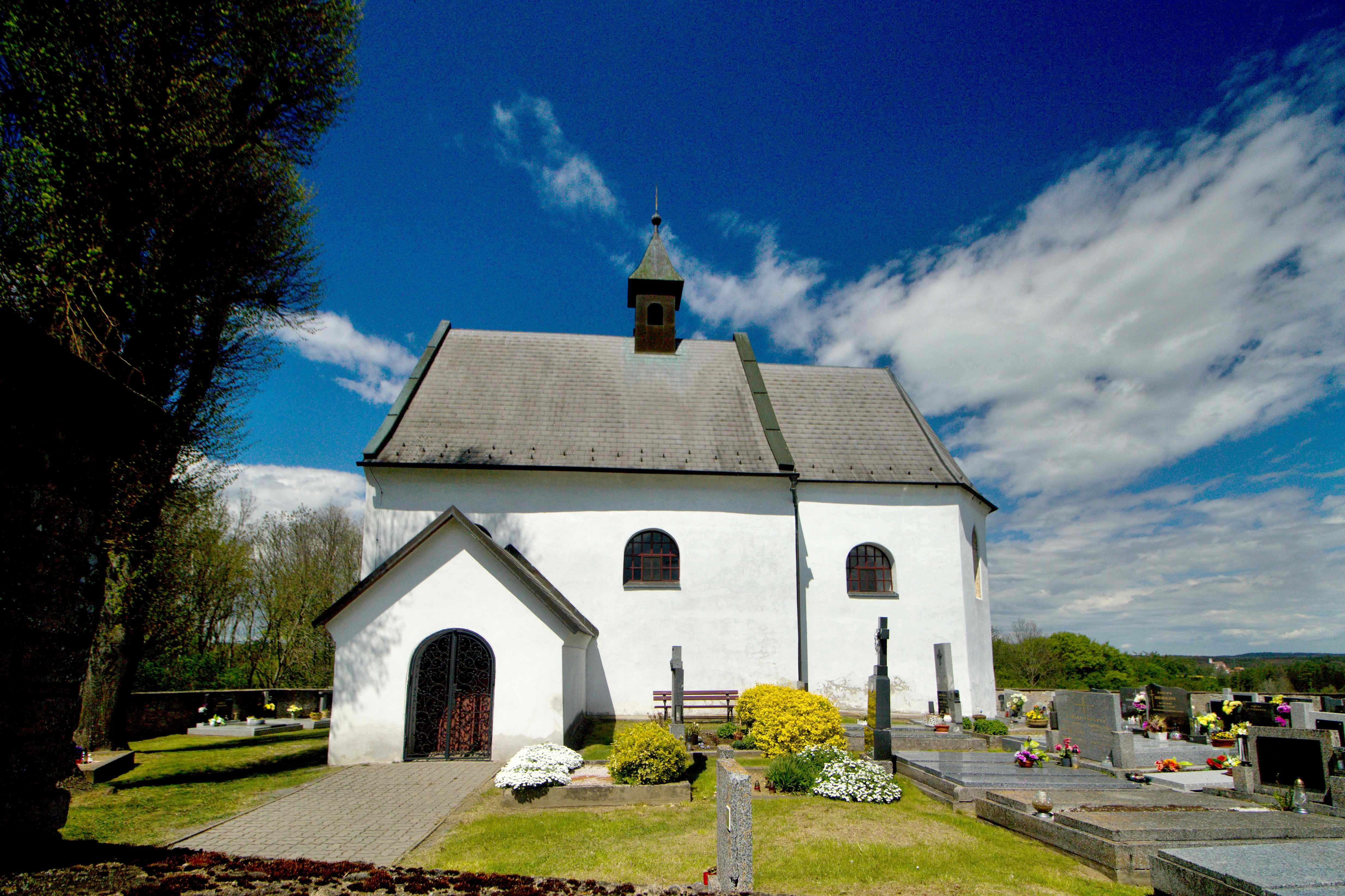
Sint-Catharinakerk (2020)
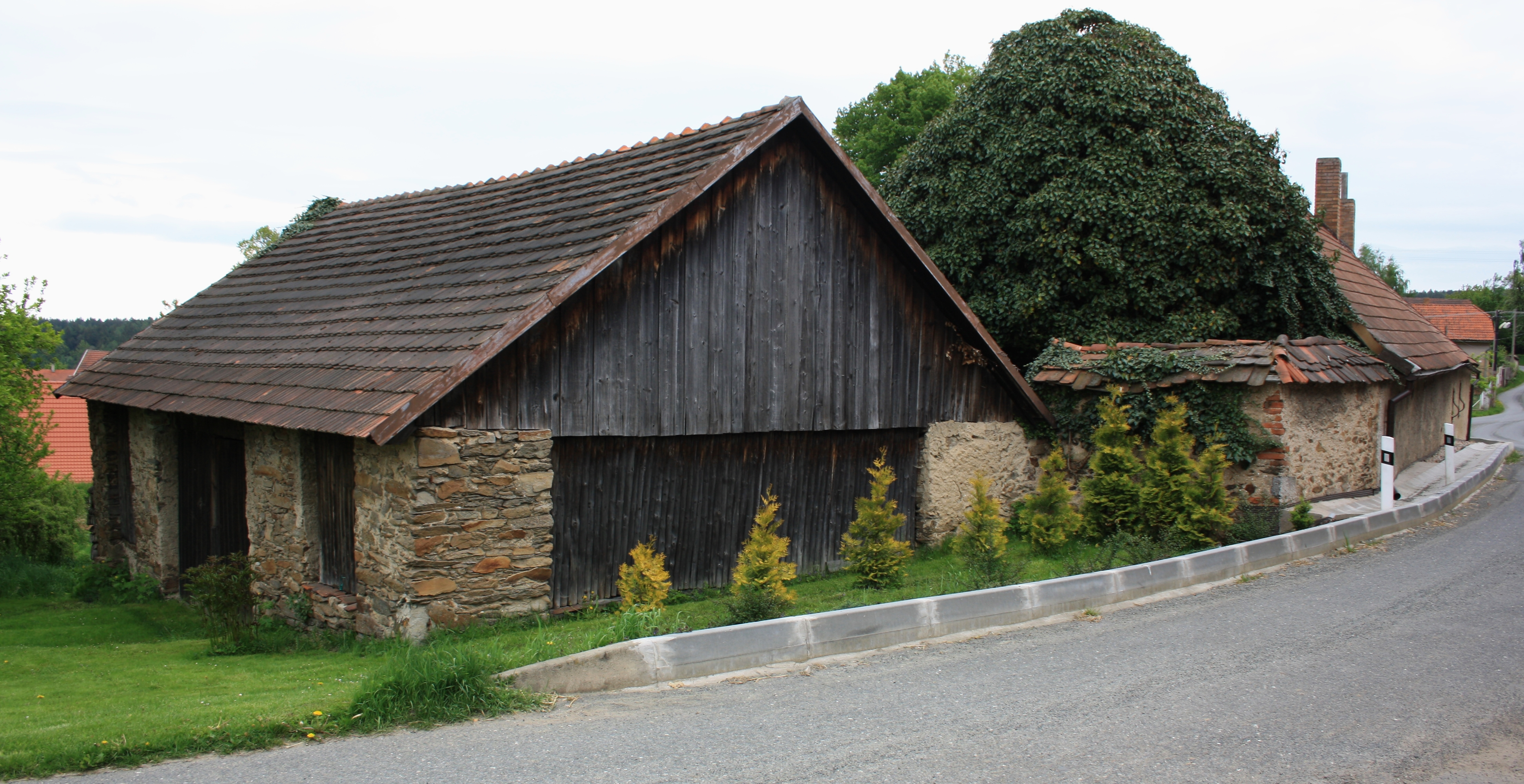
Boerderijgebouw (2011)
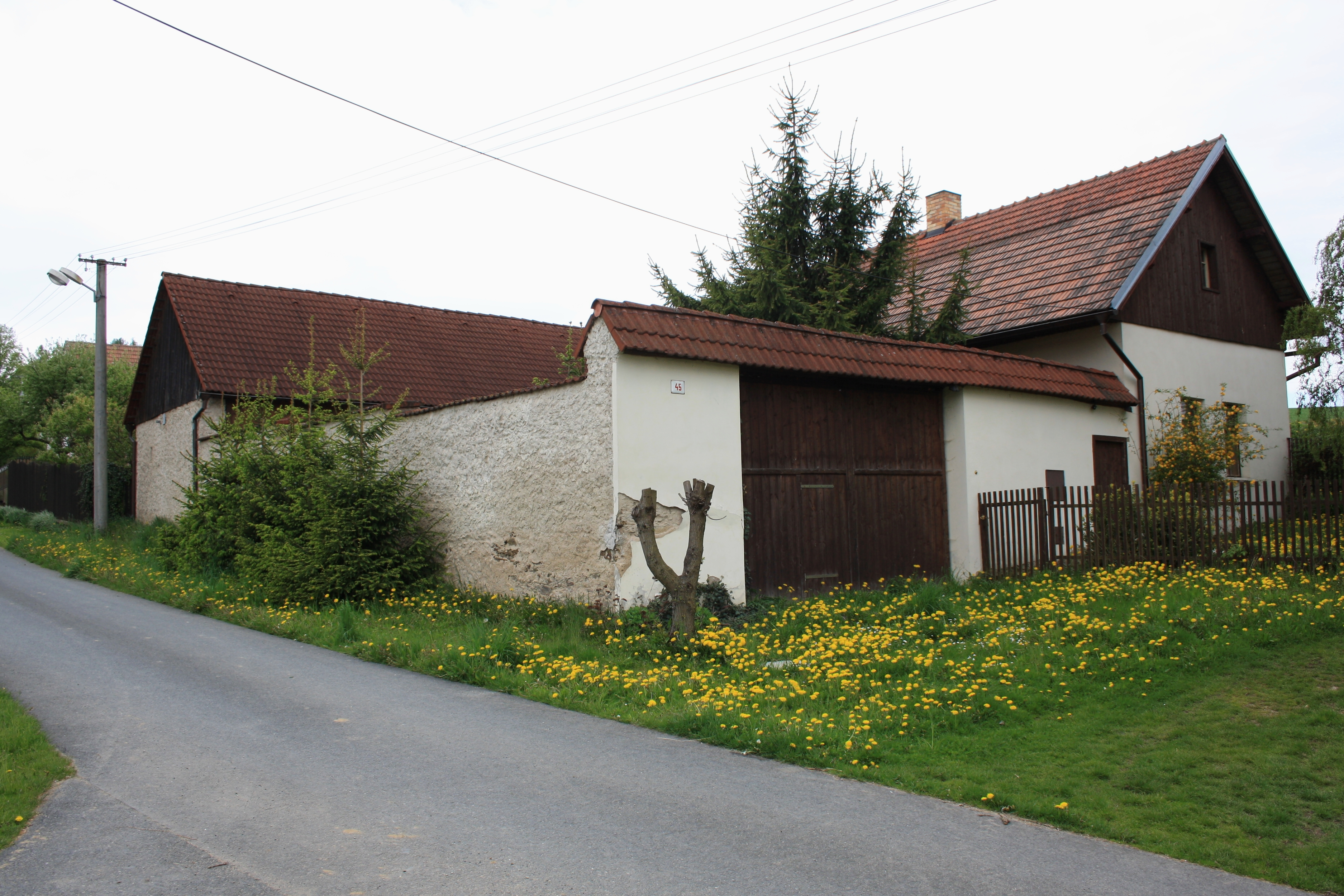
Huis in het dorp (2011)